# Reebok Grand Prix 2009
Reebok Grand Prix 2009 – mityng lekkoatletyczny, który rozegrano 30 maja w Nowym Jorku. Zawody zaliczane były do cyklu World Athletics Tour i posiadały rangę Grand Prix IAAF.

## Rezultaty

### Mężczyźni
| Konkurencja        | 1. miejsce        | 1. miejsce | 2. miejsce                  | 2. miejsce | 3. miejsce           | 3. miejsce |
| ------------------ | ----------------- | ---------- | --------------------------- | ---------- | -------------------- | ---------- |
| 100 m              | Michael Rodgers   | 9.93       | Travis Padgett              | 9.96       | Steve Mullings       | 9.98       |
| 200 m              | Tyson Gay         | 19.58      | Wallace Spearmon            | 19.98      | Xavier Carter        | 20.27      |
| 400 m              | LaShawn Merritt   | 44.75      | Renny Quow                  | 44.89      | Chris Brown          | 45.04      |
| 800 m              | Khadevis Robinson | 1:46.00    | Gary Reed                   | 1:46.22    | Boaz Kiplagat Lalang | 1:46.48    |
| 1500 m             | Leonel Manzano    | 3:34.14    | Juan van Deventer           | 3:34.30    | Henok Legesse        | 3:34.42    |
| 5000 m             | Micah Kogo        | 13:02.90   | Bernard Lagat               | 13:03.06   | Dejen Gebremeskel    | 13:03.13   |
| 110 m przez płotki | Terrence Trammell | 13.12      | Jerome Miller Aries Merritt | 13.28      |                      |            |
| 400 m przez płotki | Bershawn Jackson  | 48.52      | Javier Culson               | 48.52      | Danny McFarlane      | 48.89      |
| Rzut oszczepem     | Adam Montague     | 76.81      | Bobby Smith                 | 71.53      | Joshua Kaehler       | 70.59      |

### Kobiety
| Konkurencja        | 1. miejsce              | 1. miejsce | 2. miejsce            | 2. miejsce | 3. miejsce               | 3. miejsce |
| ------------------ | ----------------------- | ---------- | --------------------- | ---------- | ------------------------ | ---------- |
| 100 m              | Carmelita Jeter         | 10.85      | Muna Lee              | 10.88      | Veronica Campbell-Brown  | 10.91      |
| 200 m              | Lauryn Williams         | 22.34      | Shalonda Solomon      | 22.43      | Debbie Ferguson-McKenzie | 22.56      |
| 400 m              | Allyson Felix           | 50.50      | Shericka Williams     | 50.58      | Novlene Williams-Mills   | 51.11      |
| 800 m              | Anna Willard            | 1:59.29    | Kenia Sinclair        | 1:59.66    | Hazel Clark              | 2:00.09    |
| 1500 m             | Christin Wurth-Thomas   | 4:03.96    | Malindi Elmore        | 4:06.94    | Amy Mortimer             | 4:07.19    |
| 5000 m             | Linet Chepkwemoi Masai  | 14:35.39   | Tirunesh Dibaba       | 14:40.93   | Genzebe Dibaba           | 15:00.79   |
| 400 m przez płotki | Tasha Danvers           | 55.19      | Nickiesha Wilson      | 55.28      | Melaine Walker           | 55.29      |
| Skok o tyczce      | Jennifer Stuczynski     | 4.81       | Stacy Dragila         | 4.52       | Chelsea Johnson          | 4.42       |
| Skok w dal         | Ruky Abdulai            | 6.78 +2.5  | Brianna Glenn         | 6.72 +1.4  | Tabia Charles            | 6.66 +3.4  |
| Pchnięcie kulą     | Michelle Carter         | 18.43      | Cleopatra Borel-Brown | 18.34      | Jessica Pressley         | 17.81      |
| Rzut dyskiem       | Stephanie Brown Trafton | 63.97      | Aretha Thurmond       | 61.71      | Suzanne Powell Roos      | 61.34      |